# Renderingsmotor för webbmaterial
En renderingsmotor, för webbmaterial, är ett datorprogram som tar märkspråk till exempel HTML, XML, bilder, och formaterad information som CSS, XSL, för att sedan visa det formaterade materialet på skärmen. Renderingsmotorn ritar materialområdet av ett fönster som visas på en skärm eller i utskrivet format från en skrivare. De vanligaste användningsområdena för en renderingsmotor är webbläsare, e-postklienter och andra applikationer som kräver visning av webbmaterial.
Termen renderingsmotor blev populär när de blev enkla att separera från själva webbläsaren. Ett exempel är Trident som är Internet Explorers renderingsmotor, och är bas i många av Windows plattfomar för att visa HTML och som miniwebbläsare i Winamp. Mozillas open-sourcerenderingsmotor Gecko är i bruk i Mozillas webbläsare Firefox och i e-postklienten Thunderbird och Seamonkey och NVU.
I likhet med Opera Softwares egna Prestomotor är utlicenserad till ett antal andra mjukvaruhus och Opera Softwares egna webbläsare. KDE:s open-sourcemotor KHTML är i bruk i både KDS:s Konqueror och i modifierad form I Apples Safari.
| Namn        | Skapare          | Pris   | Open Source | Licens                        | Ledande program           |
| ----------- | ---------------- | ------ | ----------- | ----------------------------- | ------------------------- |
| Gecko       | Netscape/Mozilla | Gratis | Ja          | MPL, MPL/GPL/LGPL tri-license | Mozilla Firefox           |
| KHTML       | KDE              | Gratis | Ja          | LGPL                          | Konqueror                 |
| Presto      | Opera Software   | Gratis | Nej         | Proprietär                    | Opera                     |
| Abel Tasman | Microsoft        | Gratis | Nej         | Proprietär                    | Internet Explorer för Mac |
| Trident     | Microsoft        | Gratis | Nej         | Proprietär                    | Internet Explorer         |
| WebKit      | Apple            | Gratis | Ja          | LGPL                          | Safari                    |
| Blink       | Google           | Gratis | Ja          | LGPL och BSD                  | Google Chrome             |